# Larned (Kansas)
Larned é uma cidade localizada no estado americano de Kansas, no Condado de Pawnee.

## Demografia
Segundo o censo americano de 2000, a sua população era de 4236 habitantes.
Em 2006, foi estimada uma população de 3736, um decréscimo de 500 (-11.8%).

## Geografia
De acordo com o United States Census Bureau tem uma área de
6,0 km², dos quais 6,0 km² cobertos por terra e 0,0 km² cobertos por água.

## Localidades na vizinhança
O diagrama seguinte representa as localidades num raio de 28 km ao redor de Larned.